# Aarón Zalaha
Aarón Zalaha fue un rabino español, natural de Barcelona, que vivió en el siglo XIII. Murió en 1293.
Escribió un libro que se imprimió en Venecia en el año 1523 titulado: Sepher Hachinnk, id est, Liber Institutionis. Diferencia entre el Talmud de Jerusalén y el de Babilonia, comentarios sobre los Salmos. Recensio 613 legis Mosaicae praeceptorum.